# Gervais Lasteyras
Pour les articles homonymes, voir Lasteyras.
Gervais Lasteyras est un homme politique français né le 17 octobre 1809 à Thiers (Puy-de-Dôme) et décédé le 7 février 1854 à Thiers.

## Biographie
Pharmacien, il est député du Puy-de-Dôme de 1848 à 1851, siégeant au groupe d'extrême gauche de la Montagne.

## Sources
- « Gervais Lasteyras », dans Adolphe Robert et Gaston Cougny, Dictionnaire des parlementaires français, Edgar Bourloton, 1889-1891 [détail de l’édition]